# Jorge el Monje
Jorge el Monje, Hamartolos o Hamartolus (griego: Γεώργιος Ἁμαρτωλός) fue un monje de Constantinopla en los tiempos del reinado de Miguel III (842-867), autor de una importante crónica. Hamartolus no es su nombre sino el epíteto que se da a sí mismo en el título de su trabajo: "Una crónica compendio de varios cronistas e intérpretes, reunidos y arreglados por Jorge, un pecador (ὐπό Γεωργίου ἁμαρτωλού))". Es una forma común entre los monjes bizantinos. Karl Krumbacher (Byz. Litt., 358) protesta contra el uso de este epíteto como nombre y propone y usa la forma Georgios Monacos ("Jorge el Monje").
No se conoce nada sobre él excepto por la evidencia de su trabajo, que establece su periodo (en el prefacio afirma que el soberano reinante es el emperador Miguel III) y su cargo (se denomina monje en varias ocasiones).

## Crónica
La crónica consiste en cuatro libros. El primero trata de la historia profana desde Adán y Eva hasta Alejandro Magno; el segundo, de la historia del Antiguo Testamento; el tercero, de la historia de Roma desde Julio César a Constantino I; y el cuarto llega hasta el tiempo del autor, hasta la muerte del emperador Teófilo (842), cuya viuda Teodora reinstauró al adoración de iconos ese mismo año. La crónica es la única autoridad contemporánea para los años 813-842, por lo que es indispensable. Como en otras crónicas medievales, la única parte en la que se puede confiar seriamente es en el relato de los hechos más o menos contemporáneos. El resto es interesante como un ejemplo de las ideas bizantinas sobre diversas materias, y de los asuntos que más interesaban a los monjes bizantinos.
Jorge describe su ideal y principios en el prefacio. Usó fuentes antiguas y modernas griegas, habiendo consultado especialmente obras edificantes, y se había decidido a relatar esas cosas porque eran útiles y necesarias, con una estricta adherencia a la verdad, más en ese sentido que en el de complacer al lector con una escritura artística o pretensiones de estilo literario. Por lo tanto de esta gran masa de material escogió lo que le importaba a los personajes eclesiásticos de Constantinopla en el siglo IX. Se hallan en el escrito abundantes reflexiones pías y divagaciones teológicas. Escribe sobre cómo se inventaron los ídolos, el origen de los monjes, la religión de los sarracenos, y especialmente de la controversia iconoclasta que se había cerrado poco antes. Como todos los monjes odiaba a los iconoclastas. La violencia con la que habla de ellos muestra cuán reciente había sido la tormenta y como el recuerdo de la persecución de los iconoclastas estaba todavía presente cuando escribió la crónica. Cita largos extractos de los Padres de la Iglesia.
El primer libro trata de una sorprendente colección de personajes, Adán, Nemrod, los persas, los caldeos, los brahmanes, las amazonas, etc. En el segundo libro, aunque se limita en notas generales a discutir de historia bíblica, tiene bastante que decir de Platón y de los filósofos en general. Hamartolus finaliza su crónica con el año 842 como colofón en la mayoría de manuscritos. Varios autores, entre los que cabe destacar a Simeón Logoteta, quien probablemente sea Simón Metafraste, el famoso escritor de vidas de santos del siglo X, continuaron la historia hasta 948. En estas añadiduras, las cuestiones religiosas son relegadas al fondo, enfocándose más en la historia política, siendo así mismo el lenguaje más popular. Algunas continuaciones de menos valor llegan hasta 1143.
A pesar de sus crudas ideas y las violentas diatribas contra los iconoclastas, su trabajo tiene un considerable valor para la historia de los últimos años antes del cisma de Focio. Sería traducida poco después a los idiomas eslavos (búlgaro y serbio) y al georgiano. En estas versiones se convierte en una especie de referencia para todos los primeros historiadores eslavónicos, entre los que cabe destacar a Néstor. Como se trata de un libro de gran circulación muy popular y consultado ha sido constantemente reeditado, corregido y rearreglado por escribas anónimos, por lo que su reconstrucción de la obra original es "uno de los problemas más difíciles de la filología bizantina" (Krumbacher, 355).

## Ediciones
- Combefis, François (ed.). "Bioi ton neon Basileon (Βιοι τον νεον Βασιλεον)." En Maxima bibliotheca (Scriptores post Theophanem) Paris, 1685; reimprimido, Venecia, 1729. La última parte del Libro IV de la crónica y la continuación (813-948).
- Muralt, E. de (ed). Georgii monachi, dicti Hamartoli, Chronicon ab orbe condito ad annum p. chr. 842 et a diversis scriptoribus usq. ad ann. 1143 continuatum. San Petersburgo, 1859. La primera edición de la obra completa. No representa el texto original, sino una de las muchas versiones modificadas (desde un manuscrito moscovita del siglo XII), y es en varias ocasiones deficiente y malinterpretado (véase la crítica de Krumbacher en Byz. Litt., p. 357).
- Migne, Jacques Paul. Patrologia Graeca 110. Reimpresión de la edición previa, con una traducción latina.